# Дятлево
Дя́тлево (рос. Дятлево) — присілок у складі Алнаського району Удмуртії, Росія.

## Населення
Населення — 160 осіб (2010; 128 в 2002).
Національний склад станом на 2002 рік:
- удмурти — 99 %

## Урбаноніми[3]
- вулиці — Нова, Польова, Садова, Центральна
- провулки — Джерельний, Сосновий